# Яндекс.Словари
Яндекс.Словари — служба поиска информации в энциклопедиях, справочниках, на интернет-сайтах энциклопедического содержания и в словарях иностранных языков, созданная российской компанией «Яндекс». Открыта в июне 2005 года в результате объединения сервисов «Яндекс.Лингво» и «Яндекс.Энциклопедии» и  закрыта в  марте 2016 года из-за разногласий с правообладателями, а его некоторые функции были перенесены на Яндекс Переводчик.

## История
История «Словарей» началась в 2001 года с запуска двух отдельных проектов — «Яндекс.Лингво» и «Яндекс.Энциклопедии». Сервис «Лингво» был разработан совместно с ABBYY и представлял собой онлайн-версию словарей ABBYY Lingvo, дополненную поисковой технологией Яндекса. Он был запущен в июле 2001 года и последовательно развивался: увеличивалось число поддерживаемых языков, пополнялась база специализированных словарей и словарей общей лексики. «Энциклопедии» запустились 1 сентября 2001 года и искали информацию в справочных и энциклопедических изданиях. Первыми партнёрами сервиса стали энциклопедический портал «Рубрикон», компании «Новый Диск», EDI-Press и «Правовые технологии», которые предоставили материалы «Большой советской энциклопедии», «Малой медицинской энциклопедии», Словаря Даля, энциклопедического словаря «История Отечества», энциклопедического словаря «Всемирная история», словаря «Политические деятели России 1917», «Малого энциклопедического словаря Брокгауза и Ефрона», «Словаря основных уголовно-процессуальных понятия и терминов» и комплекса экономических и финансовых словарей.
В июне 2005 года «Яндекс» создал на базе «Лингво» и «Энциклопедии» единую службу поиска «Яндекс.Словари». На момент объединения база двух сервисов включала 20 энциклопедий, тематических и толковых словарей и 20 словарей иностранных языков, в совокупности содержавшие 2,3 млн словарных статей. После запуска «СЛоварей» компания начала работу над публичной электронной библиотекой справочной литературы на его базе. На покупку прав, оцифровку и публикацию изданий на платформе сервиса компания выделила 1 млн долларов, которые планировалось потратить в течение 2 лет. Подбором словарей занимался редакционный совет, оцифровкой и сверкой текста — НТЦ «Информрегистр», один из создателей Фундаментальной электронной библиотеки. К этому времени с «Яндексом» работали издательства «Книжный дом», «Скифия», «У-Фактория», «Локид-пресс», «Рипол-классик», «Вече», «Комкнига» и авторы, сотрудничавшие с издательствами «Эксмо», «Юрист», «АСТ», «Столица-принт», «Школа-пресс» и «Юридическая литература». За год библиотека словарей выросла до 49 изданий с 2,96 млн словарных статей. К концу 2007 года «Словари» осуществляли поиск по материалам 57 энциклопедий, тематических и толковых словарей. По данным TNS, на август 2010 года ежемесячная аудитория сервиса превышала 3,7 миллионов пользователей.

### Спор с «АСТ-Пресс»
В 2010—2012 годах «Яндекс» вёл с компанией «АСТ-Пресс» затяжной арбитражный спор, связанный с публикацией в «Словарях» электронной версии «Словаря антонимов русского языка» под редакцией Михаила Львова. Из материалов дела следовало, что в 2002 году «АСТ-Пресс» заключил со Львовым авторский договор на публикацию словаря в виде книги, в 2006 году получило от автора исключительные права на использования словаря на любых носителях, в 2008 — издало словарь в серии «Настольные словари». «Яндекс» также заключил со Львовым лицензионный договор, на основании которого опубликовал словарь антонимов на площадке «Словарей». Львов был привлечён к делу в качестве третьего лица, чтобы прояснить свою позицию относительно лицензионных соглашений с «Яндексом» и «АСТ-Пресс», но уклонился от участия в процессе.
В октябре 2010 года «АСТ-Пресс» направило в Арбитражный суд Москвы иск, в котором заявило, что действия «Яндекса» нарушили исключительные права издательства на публикацию произведения. «Яндекс» считал, что соглашения Львова с интернет-компанией и издательством предполагали разный набор правомочий, а действия интернет-компании не нарушали интересов «АСТ-Пресс». Как отмечал в ходе суда замдиректора «АСТ-Пресс» Константин Деревянко, издательство не было заинтересовано в размещении словаря в открытом доступе, и рассматривало только его коммерческое использование, например, через частично платный доступ к материалам. В июне 2011 года суд первой инстанции принял сторону истца, сократив объём компенсации с заявленных 5,31 миллионов до 500 тысяч рублей. «Яндекс» не согласился с решением и попытался его оспорить, но в августе 2011 года проиграл апелляцию, а в декабре — кассацию. В апреле 2012 года Высший арбитражный суд Российской Федерации отказал «Яндексу» в передаче дела в президиум для пересмотра в порядке надзора.

## Функциональность
Запрос к «Словарям» на иностранном языке возвращал пользователю варианты перевода слова из различных словарей, примеры его употребления в контексте и возможность прослушать его произношение профессиональными дикторами (последняя функция была введена в 2009 году по аналогии с настольными версиями ABBYY Lingvo). Запрос, состоящий из слов на русском языке, помимо вариантов перевода возвращал его толкование в различных словарях и энциклопедиях. Система поддерживала английский, немецкий, французский, итальянский, украинский и казахский языки и латынь. Поисковая технология «Яндекса» позволяла использовать в «Словарях» неточный поиск с учётом опечаток и расширенный поиск с выбором перечня словарей, места слова в словарной статье и формы поиска. Помимо поиска по собственной библиотеки «Словари» предлагали внешние ссылки для поиска толкования слова в Международном словаре Уэбстера, Оксфордском словаре английского языка и Кембриджском словаре, этимологии и примеров литературного употребления в архиве литературы Bartleby и одновременного обращения к 993 онлайн-словарям через мета-словарь Onelook. Пользователи также имели возможность обращаться к материалам «Словарей» из основной поисковой строки «Яндекса» посредством запросов, содержащих слова «перевод», «синоним» и пр. и получать ответ в колдунщике на странице поисковой выдачи. С 2010 года «Словари» расширили свою библиотеку за счёт сотрудничества с популярными энциклопедическими онлайн-ресурсами (сайтом «Химик.ру», «Википедией», «Словарями на Академике» и пр.) — их материалы были представлены в расширенном сниппете в поисковой выдаче. Пользователям, изучающим с помощью «Словарей» иностранные языки, с 2008 года были доступны «Тетрадки» для хранения слов с переводами и прохождения тестов на запоминание иностранной лексики.

## Словари и энциклопедии
«Яндекс.Словари» позволяли пользователям обращаться к материалу следующих энциклопедий и словарей:
- А. Мень. Библиологический словарь: В 3 т. - М.: Фонд имени Александра Меня. - 2002.[21]
- Абрамов Н. М. Словарь русских синонимов и сходных по смыслу выражений: Русские словари, 1999. - 431с.[22]
- Агин М.С. Вокально-энциклопедический словарь. (Биобиблиография). В 5 т. - М., 1991-1994.[23]
- Атлас анатомии человека: Учебное пособие для медицинских учебных заведений / Сост. В.Б. Марысаев. - М.: РИПОЛ классик, 2005. - 528 с.[24]
- Бабак Ф. К. Стрелковое оружие России / Под ред. Л. Е. Голода. - М.: АСТ; СПб.: Полигон, 2005. - 464 с.[25]
- Библейская энциклопедия. - 3-е изд. - М.: ЛОКИД-ПРЕСС, 2005. - 768 с.[8][26]
- Военная энциклопедия: [В 18 т.] / Под ред. В.Ф. Новицкого и др. - СПб.: Т-во И.Д. Сытина, 1911-1915.[27]
- Воройский Ф.С. Информатика: Новый систематизированный толковый словарь- справочник. – М.: Либерия, 2001. – 536 с.[8]
- Городские имена сегодня и вчера: Петербургская топонимика (Справочник-путеводитель) / Полный свод названий за три века. Авт.сост.: С.В. Алексеева, А.Г. Владимирович, А.Д. Ерофеев и др. - 2-е изд., перераб. и доп. - СПб.: Информационно-издательское агентство "ЛИК", 1997. - 288 с.[28]
- Деятели революционного движения в России: Биобиблиографический словарь: От предшественников декабристов до падения царизма: [В 5 т.]. - М.: Изд-во Всесоюзного общества политических каторжан и ссыльно-поселенцев, 1927-1934.[29]
- Елена Колмановская, Евгения Завалишина, Дмитрий Завалишин. Интернетско-русский разговорник. — М.: Прессверк, 2001 — 80 c.[30]
- Жаринов К.В. Терроризм и террористы: Ист. справочник / Под общ. ред. А.Е. Тараса. - Мн.: Харвест, 1999. - 606 с.[31]
- Зарва М.В. Русское словесное ударение: Словарь. - Около 50 000 слов. - М.: Изд-во НЦ ЭНАС, 2001. - 600 с.[32]
- Иванец Г.И., Калинский И.В., Червонюк В.И. Конституционное право России: Энциклопедический словарь / Под общей ред. В.И. Червонюка. - М.: Юрид. лит., 2002. - 432 с.[33]
- Иванов В.Д. Словарь музыканта-духовика: - М.: Музыка, 2007. - 128 с.[34]
- Колочинский И.Г., Корсунь А.А., Родригес М.Г. Астрономы: Биографический справочник. - Киев.: Наукова думка, 1986. - 512 с.[35]
- Королёв О.К. Краткий энциклопедический словарь джаза, рок- и поп-музыки: Термины и понятия. - М.: Музыка, 2006. - 168 с.[36]
- Круковер В.И. Полная энциклопедия пород собак. - М.: Вече, 2003. - 336 с.[37]
- Кругосвет (универсальная электронная энциклопедия)[7]
- Крысин Л.П. Толковый словарь иноязычных слов. - М.: Эксмо, 2008. - 944 с.[38]
- Кто есть кто в современной культуре. Эксклюзивные биографии. - Выпуск 1-2. - М.: МК-Периодика, 2006-2007.[39]
- Литературная энциклопедия (М., 1929-1939. Т. 1-11)[40]
- Лопатников Л. И. Экономико-математический словарь: Словарь современной экономической науки. - 5-е изд., перераб. и доп. - М.: Дело, 2003. - 520 с.[41]
- Любкер Ф. Реальный словарь классических древностей [Пер. с нем.]. - М.: ДиректМедиа Паблишинг, 2007.[42]
- М.И. Михельсон. Сборник образных слов и иносказаний. — М.: Издательский центр «Терра»[43]
- Мильчин А.Э. Издательский словарь-справочник. - Изд. 3-е, испр. и доп. - М.: ОЛМА-Пресс, 2006.[44]
- Низовский А.Ю. Величайшие храмы мира: Энциклопедический справочник. - М.: Вече, 2006. - 576 с.[45]
- Никонов В.А. Словарь русских фамилий. / Сост. Е.Л. Крушельницкий; Предисл. Р.Ш. Джарылгасиновой. - М.: Школа-Пресс, 1993. - 224 с.[46][47]
- Новейший философский словарь. Сост. и гл. н. ред. Грицанов А.А. 3-е изд., испр. - Мн.: Книжный Дом, 2003. — 1280 с. (Мир энциклопедий)[8]
- Плеханов Ю.А. Гребля на байдарках и каноэ / Сост. серии: В.Л. Штейнбах. - М.: Олимпия Пресс, 2005. - 160 с.[48]
- Постмодернизм : энциклопедия / сост. и науч. ред.: А. А. Грицанов, М. А. Можейко. – Минск : Интерпрессервис : Кн. дом, 2001. – 1038 с.[4][46]
- Пружанский А.М. Отечественные певцы. 1750—1917: Словарь. - Изд. 2-е испр. и доп., электронное. - М., 2008.[49]
- Регистр лекарственных средств России[50]
- Риман Г. Музыкальный словарь [Пер. с нем. Б.П. Юргенсона, доп. рус. отд-нием]. - М.: ДиректМедиа Паблишинг, 2008.[51]
- Романовский Н.В. Хоровой словарь: - М.: Музыка, 2005. - 230 с.[52]
- Российский гуманитарный энциклопедический словарь: В 3 т. - М.: Гуманит. изд. центр ВЛАДОС: Филол. фак. С.-Петерб. гос. ун-та, 2002.[53]
- Русский орфографический словарь: около 180 000 слов / Российская академия наук. Институт русского языка им. В. В. Виноградова / О.Е. Иванова, В.В. Лопатин (отв. ред.), И.В. Нечаева, Л.К. Чельцова. - 2-е изд., испр. и доп. - Москва, 2004. - 960 с.[54]
- Рыжов К. В. Все монархи мира: Мусульманский Восток. XV-XX вв.: [Справочник]. - М.: Вече, 2004. - 544 с.[55]
- Рыжов К.В. Все монархи мира: Древний Восток: [Справочник]. - М.: Вече, 2006. - 576 с.[56]
- Савин А.В. Игроки, тренеры, судьи: Справочно-биографический словарь. - М.: Терра-Спорт, Олимпия Пресс,2001. - 664 с.[57]
- Символы, знаки, эмблемы: Энциклопедия / Авт.-сост. д-р ист. наук, проф. В.Э. Багдасарян, д-р ист. наук, проф. И.Б. Орлов, д-р ист. наук В.Л. Телицын; под общ. ред. В.Л. Телицына. - 2-е изд. - М.: ЛОКИД-ПРЕСС; РИПОЛ классик, 2005.[58]
- Смирнов М.Ю. Реформация и протестантизм: Словарь. - СПб.: Изд-во С.-Петерб. ун-та, 2005. - 197 с.[59]
- Социальная психология: слов./ Ред. М. Ю. Кондратьев. — М.: Per Se; СПб.: Речь, 2005. — 175 с.[8]
- Социология: Энциклопедия /Сост. А.А. Грицанов, В.Л. Абушенко, Г.М. Евелькин, Г.Н. Соколо. O.B. Терещенко. — Мн.: Книжный Дом, 2003. – 1312 с.[46]
- Стефанов С.И. Реклама и полиграфия: опыт словаря-справочника. - М.: Гелла-принт, 2004. - 320 с.[8]
- Террор и террористы: словарь / Сергей Алексеевич Ланцов. Изд. дом С.-Петербургского гос. университета, 2004 - 184 с.[8]
- Толковый словарь живого великорусского языка Владимира Ивановича Даля (тт. 1-4, 1863-66)[60]
- Травкин Н.И. Планета Футбол: Путеводитель по странам и континентам. - М.: Терра-Спорт, Олимпия Пресс, 2002. - 600 с.[61]
- Третьего издания БСЭ, выпущенной издательством "Советская энциклопедия" в 1969-1978 годах в 30 томах. Всего статей - 94541.[62]
- Федосюк Ю.А. Русские фамилии: популярный этимологический словарь. - 6-е изд., испр. - М.: Флинта: Наука, 2006. - 240 с.[63]
- Фейертаг Б. Б. Джаз. XX век: Энциклопедический справочник. - СПб.: Скифия, 2001.[64]
- Фехтование / сост. серии В.Л. Штейнбах. - М.: Олимпия Пресс, 2005. - 152 с.[65]
- Хоккей.Большая энциклопедия: В 2 т. - М.: Терра-Спорт, Олимпия Пресс, 2006.[66]
- Школьный этимологический словарь русского языка. Происхождение слов / Н.М. Шанский, Т.А. Боброва. - 7-е изд., стереотип. - М.: Дрофа, 2004.[67]
- Штейнбах В.Л. Большая олимпийская энциклопедия - М.: Олимпия Пресс, 2006.[68]
- Энциклопедический словарь-справочник руководителя предприятия. Автор и составитель Лукаш Ю. А. - М.: Книжный мир, 2004. - 1504 с.[69]
- Энциклопедия грибника / сост. Н.Е. Гладышев. - М: СТОЛИЦА-ПРИНТ, 2004. - 288 с.[70]

## Закрытие
О скором закрытии «Словарей» стало известно в 20-х числах марта 2016 года из публикации в корпоративном блоге «Яндекса». Как пояснила компания, препятствием в развитии сервиса стали ограничения со стороны правообладателей. Например, «Словари» не могли показывать статьи партнёрских изданий в мобильных приложениях или отображать статьи электронных версий бумажных словарей в поисковой выдаче в удобном для пользователей объёме. Сервис был отключен 31 марта 2016 года. Единственным словарным изданием, поддержка которого была сохранена, стал «Регистр лекарственных средств России», аудитория которого на март 2016 года составляла 5 миллионов человек. В качестве альтернативы языковой составляющей «Словарей» компания предложила сервис «Яндекс.Переводчик», основанный на алгоритмах машинного перевода.
Закрытие словарей вызвало недовольство пользователей, которые сознательно использовали «Словари» вместо «Переводчика» из-за возможностей получить справку по употреблению слов в контексте и обращаться к русскоязычным справочным изданиям за справкой по этимологии, особенностям орфоэпии и орфографии. В апреле 2016 года «Яндекс» представил расширение «Яндекс.Карточки» для браузера Google Chrome и обозревателей на основе Chromium (Opera, Яндекс.Браузер и другие), способное выделять на странице слова, значение которых может вызвать вопросы у читателей, и вызывать карточки со словарными определениями при клике на них, таким образом заменяя «Словари» в части, касающейся энциклопедических материалов.